# 梅劳 (福拉尔贝格州)
梅劳（德語：Mellau）是奥地利福拉尔贝格州布雷根茨县的一个市镇。总面积40.55平方公里，总人口1265人，人口密度31.2人/平方公里（2005年）。